# 道の駅虫喰岩

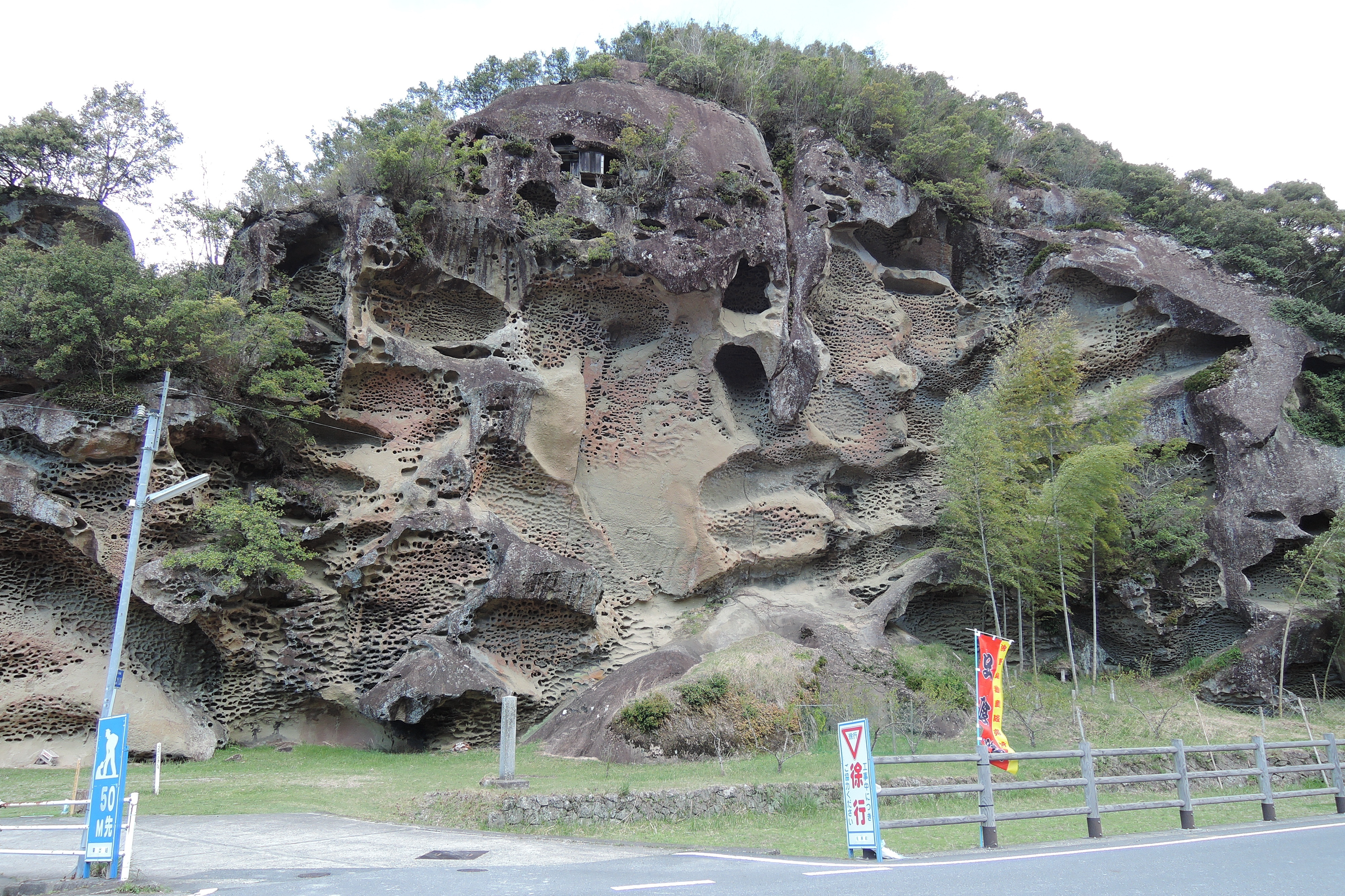
高池の虫喰岩

道の駅虫喰岩（みちのえき むしくいいわ）は、和歌山県東牟婁郡古座川町池野山にある和歌山県道227号田原古座線の道の駅である。国の天然記念物に指定されている高池の虫喰岩の間近に位置する。

## 概要
虫喰岩は、熊野カルデラ（約1500万年前）の地下部分にあたる古座川弧状岩脈の一部が、風化・浸食されたもので、高池の虫喰岩（国の天然記念物）と浦神の虫喰岩（那智勝浦町の天然記念物）がある。古座川弧状岩脈には他に古座川の一枚岩、小岩脈には橋杭岩（国の名勝・天然記念物）があり、これらは日本の地質百選 (No.085) にも選ばれた。
道の駅虫喰岩 は、2014年（平成26年）4月2日に開業し、2日後の4月4日に道の駅に登録された。

## 施設
- 駐車場
  - 普通車：32台
  - 大型車：1台
  - 身障者用駐車場：1台
- トイレ
  - 男：4器
  - 女：4器
  - 身障者用：1器
- 情報コーナー
- 物産販売所
- 喫茶
- グラウンドゴルフ場

## アクセス
- 和歌山県道227号田原古座線

## 周辺
- 高池の虫喰岩